# Gabuh bin Piging
Gabuh bin Piging (* 11. Januar 1932 in Tinompok, Sabah; † 31. August 2010 in Tambunan) war ein malaysischer Weit- und Dreispringer, der für Nord-Borneo startete.
1956 schied er beim Dreisprung der Olympischen Spiele in Melbourne in der Qualifikation aus.
Bei den British Empire and Commonwealth Games wurde er 1958 in Cardiff Sechster im Dreisprung und scheiterte im Weitsprung in der Qualifikation; 1962 in Perth wurde er Zehnter im Dreisprung und kam im Weitsprung auf den 17. Platz.

## Persönliche Bestleistungen
- Weitsprung: 7,15 m, 1962
- Dreisprung: 15,38 m, 1959